# Georgenkirche Dessau

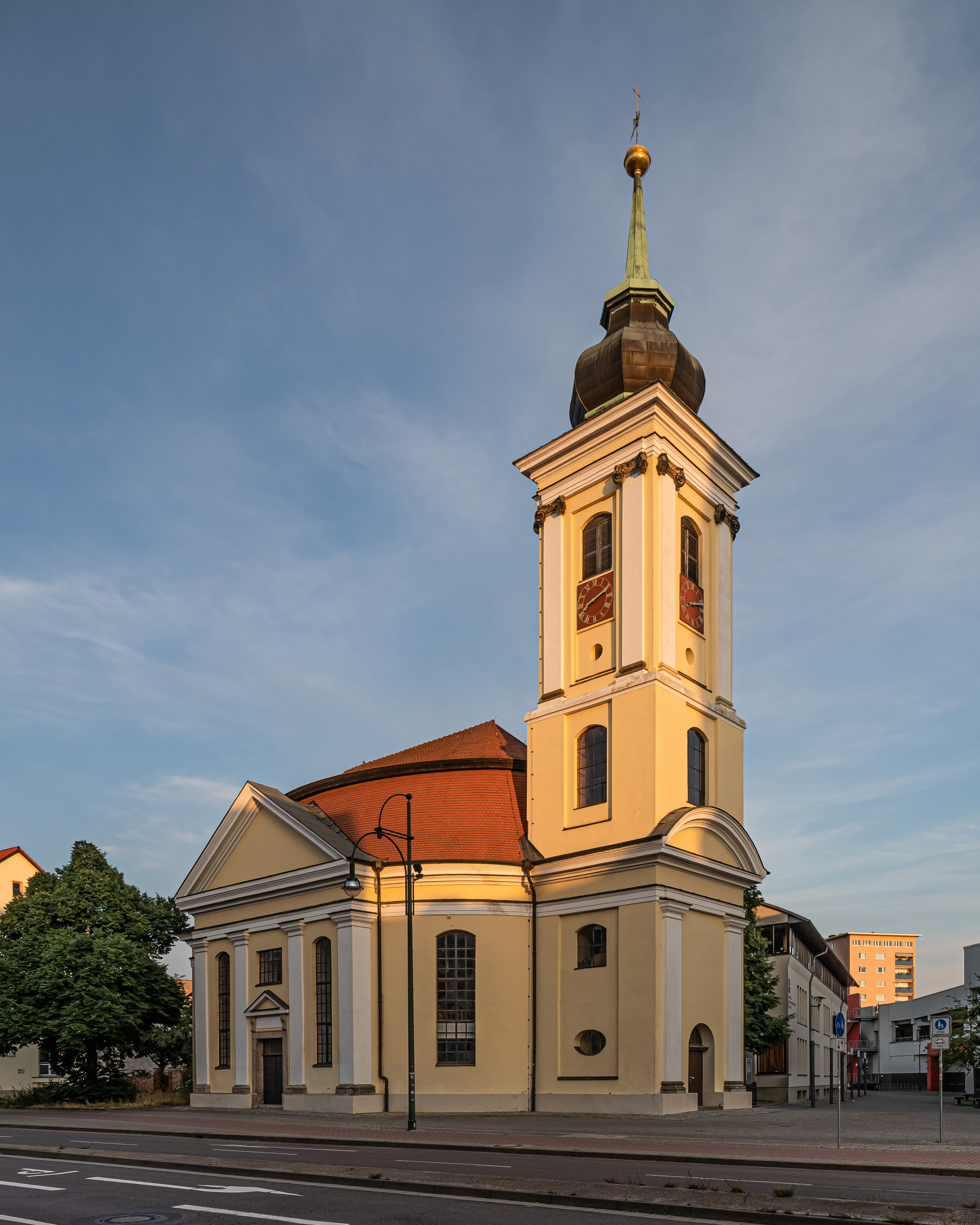
St. Georg

Die Georgenkirche ist ein unter Denkmalschutz stehendes Kirchengebäude an der Askanischen Straße in Dessau-Roßlau in Sachsen-Anhalt.

## Geschichte
Die erste urkundliche Erwähnung stammt aus dem Jahre 1402. Im Mittelalter wurde an dieser Stelle ein Hospital vor den Mauern der Stadt errichtet, das Siechenhaus.
1512 erneuerte man Kapelle und Hospital und weihte es dem Schutzheiligen der Aussätzigen St. Georg. Von 1712 bis 1717 ließ sie Fürst Leopold, der „Alte Dessauer“, durch einen Kirchenneubau im barocken Stil ersetzen. Von 1818 bis 1821 wurde das Gebäude durch einen Portikusvorbau und eine Sakristei erweitert. Baumeister war Carlo Ignazio Pozzi.
Am 7. März 1945 brannte die Kirche bei dem schwersten Bombenangriff auf Dessau bis auf die Grundmauern nieder. Von 1961 bis 1966 erfolgte der Wiederaufbau in der ursprünglichen ovalen Form. Teile der Erweiterungen von Pozzi wurden dabei entfernt.

## Architektur
Der querliegende, elliptische Zentralbau ist ein Putzbau mit Portalrisalit und Dreiecksgiebel. Der Westturm mit Pilastern und korinthischen Kapitellen wird durch eine Haube mit Spitze abgeschlossen.

## Heutige Nutzung
Heute wird das Gebäude mit seinen Nebengebäuden durch die St.-Georgen-Gemeinde genutzt. Im Mittelpunkt steht neben dem Gottesdienst Seelsorge, Jugendarbeit, Seniorentanz etc.

## Verschiedenes
Am 26. Februar März 2023 sendete das Hörfunkprogramm des Mitteldeutschen Rundfunks MDR Kultur den Gottesdienst aus dieser Kirche als Direktübertragung.